# Мемориал Гашимова
Мемориал Гашимова (англ. Shamkir Chess) — международный шахматный турнир, который проводится ежегодно с 2014 года в Азербайджане в память о гроссмейстере Вугаре Гашимове (1986—2014).

## Турниры
| №  | Турнир                 | Дата проведения          | Место проведения | Победитель            |
| -- | ---------------------- | ------------------------ | ---------------- | --------------------- |
| 1  | Мемориал Гашимова 2014 | 19—30 апреля 2014        | Шамкир           | Магнус Карлсен        |
| 2  | Мемориал Гашимова 2015 | 16—26 апреля 2015        | Шамкир           | Магнус Карлсен        |
| 3  | Мемориал Гашимова 2016 | 25 мая — 4 июня 2016     | Шамкир           | Шахрияр Мамедьяров    |
| 4  | Мемориал Гашимова 2017 | 20 апреля — 1 мая 2017   | Шамкир           | Шахрияр Мамедьяров    |
| 5  | Мемориал Гашимова 2018 | 18—28 апреля 2018        | Шамкир           | Магнус Карлсен        |
| 6  | Мемориал Гашимова 2019 | 31 марта — 9 апреля 2019 | Шамкир           | Магнус Карлсен        |
| 7  | Мемориал Гашимова 2021 | 18—24 декабря 2021       | Баку             | Фабиано Каруана       |
| 8  | Мемориал Гашимова 2022 | 17—24 декабря 2022       | Баку             | Нодирбек Абдусатторов |
| 9  | Мемориал Гашимова 2023 | 7—11 декабря 2023        | Габала           | Видит Сантош Гуджрати |
| 10 | Мемориал Гашимова 2024 | 25—30 сентября 2024      | Шуша             | Ян Непомнящий         |